# 孙诒让

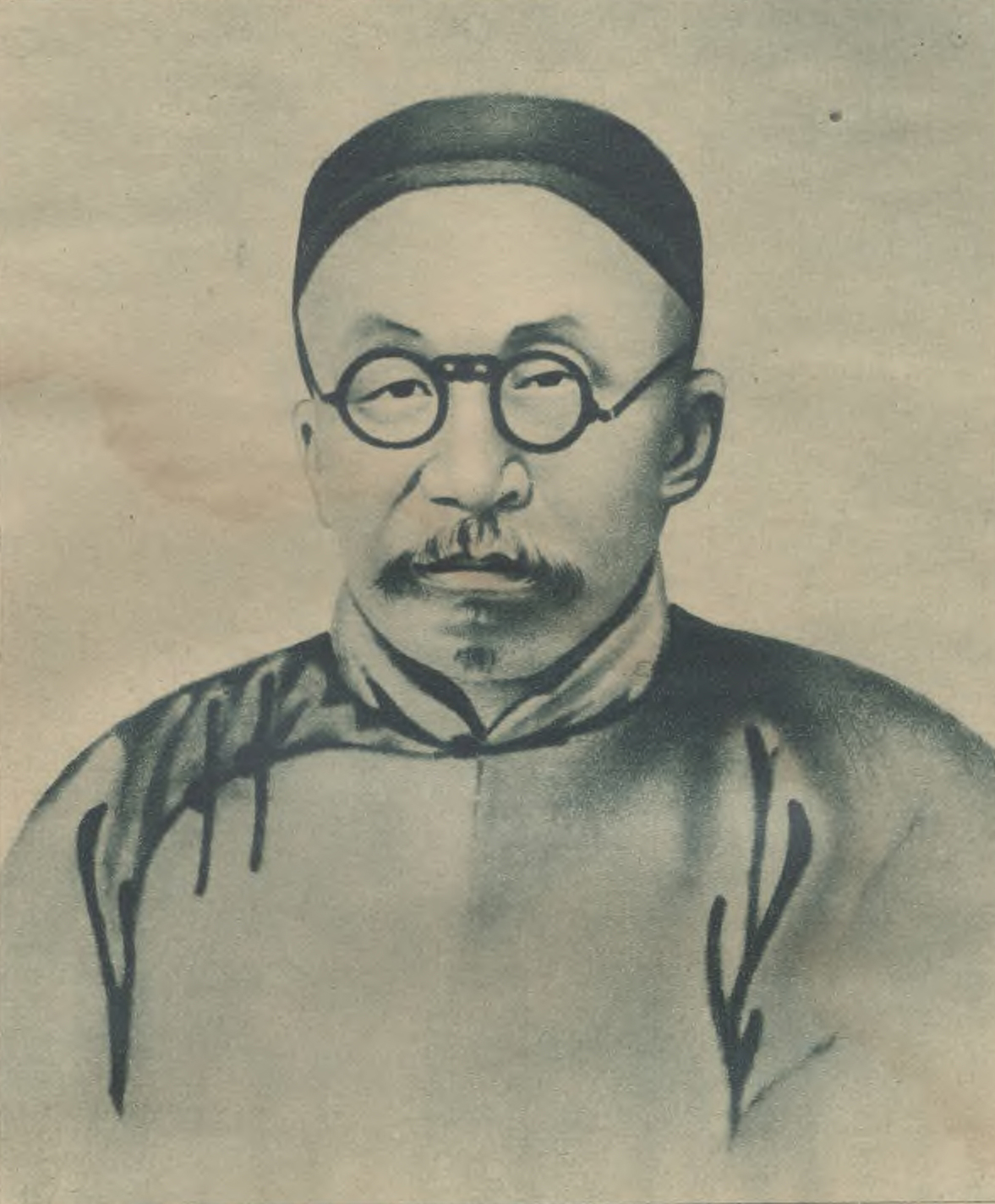
孫詒讓

孙詒讓（1848年—1908年），字仲容，号籀廎，浙江温州瑞安人，中国清代语言学家，近代新教育的开创者之一。

## 生平
道光二十八年八月十九日（1848年9月16日）孙诒让生於儒學之家，父孙衣言為翰林，官至太僕寺卿。孫詒讓自幼好學，十歲時以浏览《汉魏丛书》为乐。十三歲著《廣韻姓氏刊誤》，又笃嗜金文，十八歲著《白虎通校補》。同治六年（1867年）中舉人。光绪十二年（1886年）任刑部主事。光緒三十一年，被骋为京师大学堂教习，光绪三十三年，徵为礼部礼学馆总纂，其所著《契文举例》是第一部研究甲骨文的著作。與俞樾、黃以周合稱“清末三先生”。有“晚清經學後殿”、“樸學大師”之譽，章太炎讚譽他“三百年絕等雙”。光绪元年，三应春闈不第，遂埋首讀書，光绪三十四年五月二十二日（1908年6月20日），以病卒於家，终年六十一岁。

## 著述
孙诒让一生共著述三十五部，1873年孫詒讓始治墨學，有感于国家危难、吏政不修，以“墨子强本节用，劳心苦志，该综道艺，应变持危，其学足以裨今之时局。”，校注《墨子》十五卷是其代表作，於此之前，《墨子》一直以来“传诵既少，注释亦稀，乐台旧本，久绝流传，阙文错简，无可校正，古言古字更不可晓”，俞樾嘆此“自〈墨子〉以來，未有”之書。
孙诒让提倡教育，他提出：“国民之智愚贤否，关国家强弱盛衰。初等小学本应随地广设，使邑无不学之户，家无不学之童”。主要著作：《墨子閒诂》、《周礼正义》、《古籀拾遗》、《古籀余论》、《九旗古义述》、《契文举例》、《名原》、《尚書駢枝》、《札迻》、《籀庼述林》、《溫州經籍志》等30余種。《籀庼遗著辑存》辑有孙诒让未刊遗著《广韵姓氏刊误》、《白虎通校补辑补》、《讽籀余录》等。

### 引用
1. ↑  俞樾《墨子间诂·序》
2. ↑  《温处学务分处暂定学堂管理法》